# Приз имени Фрэнсис Померой Нейсмит
Приз имени Фрэнсис Померой Нейсмит (англ. Frances Pomeroy Naismith Award) — ежегодная баскетбольная награда, вручавшаяся по результатам голосования лучшему выпускнику года баскетбольного турнира NCAA среди студентов, чей рост не превышает 183 см (6 футов) у мужчин и 173 см (5 футов 8 дюймов) у женщин, первоначально рост студенток не должен был превышать 168 см (5 футов 6 дюймов), которые при росте чуть ниже среднего показывают феноменальное мастерство. Приз назван в честь приёмной дочери создателя баскетбола Джеймса Нейсмита Фрэнсис Померой, которую впоследствии он узаконил. Награда для студентов была учреждена национальной ассоциацией баскетбольных тренеров (НАБТ) (англ. National Association of Basketball Coaches (NABC)) и впервые была вручена Билли Келлеру из университета Пердью в сезоне 1968/69 годов. Награда для студенток была учреждена женской ассоциацией баскетбольных тренеров (ЖАБТ) (англ. Women's Basketball Coaches Association (WBCA)) и впервые была вручена Ким Малки из Технологического университета Луизианы в сезоне 1983/84 годов.
Приз Фрэнсис Померой Нейсмит в последнее время присуждался только баскетболистам, которые принимают участие в соревнованиях 1-го дивизиона национальной ассоциации студенческого спорта (NCAA), хотя ранее он был доступен для представителей всех дивизионов. Среди мужчин Джон Ринка из колледжа Кеньона (1970) и Майк Шиб из Саскуэханнского университета (1978) стали победителями от 2-го и 3-го дивизионов соответственно, а среди женщин Джули Дабровски из Нью-Гэмпширского колледжа (1990), Эми Додрилл (1995) и Энджи Арнольд (1998), обе из университета Джонса Хопкинса, были лауреатами премии от третьего дивизиона.
У студентов лишь представители университета Сент-Джонс, университета Калифорнии в Лос-Анджелесе, Луисвиллского университета выигрывали почётный трофей по два раза. У студенток несколько раз победителями в данной номинации становились учащиеся университета штата Пенсильвания (3 раза), университета Коннектикута, университета Нотр-дам, университета Джонса Хопкинса, университета Гонзага, Бэйлорского университета (по 2 раза). Последними обладателями почётной награды в сезоне 2013/14 годов стали Расс Смит из Луисвиллского университета и Одисси Симс из Бэйлорского университета.

## Легенда
| *               | Становились лауреатами Приза Джеймса Нейсмита (1969—) или Приза Джона Вудена (1977—) |
| Университет (X) | Количество титулов, которые выиграли представители того или иного университета       |

## Победители среди мужчин
| Сезон   | Игрок           | Фото | Университет                                     | Позиция                                     | Рост   | Примечания |
| ------- | --------------- | ---- | ----------------------------------------------- | ------------------------------------------- | ------ | ---------- |
| 1968/69 | Билли Келлер    |      | Университет Пердью                              | Разыгрывающий защитник / Атакующий защитник | 178 см |            |
| 1969/70 | Джон Ринка      |      | Колледж Кеньона                                 | Атакующий защитник                          | 175 см |            |
| 1970/71 | Чарльз Джонсон  |      | Калифорнийский университет в Беркли             | Атакующий защитник / Разыгрывающий защитник | 183 см |            |
| 1971/72 | Скотт Мартин    |      | Университет Оклахомы                            | Атакующий защитник / Разыгрывающий защитник | 183 см |            |
| 1972/73 | Роберт Шервин   |      | Военная академия США                            | Разыгрывающий защитник / Атакующий защитник | 180 см |            |
| 1973/74 | Майкл Робинсон  |      | Университет штата Мичиган                       | Атакующий защитник / Разыгрывающий защитник | 180 см |            |
| 1974/75 | Монти Тау       |      | Университет штата Северная Каролина             | Разыгрывающий защитник                      | 170 см |            |
| 1975/76 | Фрэнк Аладжия   |      | Университет Сент-Джонс                          | Разыгрывающий защитник                      | 178 см |            |
| 1976/77 | Джефф Джонас    |      | Университет Юты                                 | Атакующий защитник                          | 183 см |            |
| 1977/78 | Майк Шиб        |      | Саскуэханнский университет                      | Разыгрывающий защитник                      | 173 см |            |
| 1978/79 | Элтон Бёрд      |      | Колумбийский университет                        | Разыгрывающий защитник                      | 175 см |            |
| 1979/80 | Джим Суини      |      | Бостонский колледж                              | Разыгрывающий защитник / Атакующий защитник | 180 см |            |
| 1980/81 | Терри Адольф    |      | Университет A&M Западного Техаса                | Разыгрывающий защитник                      | 173 см |            |
| 1981/82 | Джек Мур        |      | Университет Небраски в Линкольне                | Разыгрывающий защитник                      | 175 см |            |
| 1982/83 | Рэй Маккаллум   |      | Государственный университет Болла               | Разыгрывающий защитник                      | 175 см |            |
| 1983/84 | Рики Стоукс     |      | Виргинский университет                          | Разыгрывающий защитник                      | 178 см |            |
| 1984/85 | Бубба Дженнингс |      | Техасский технологический университет           | Разыгрывающий защитник / Атакующий защитник | 180 см |            |
| 1985/86 | Джим Лес        |      | Университет Брэдли                              | Разыгрывающий защитник                      | 180 см |            |
| 1986/87 | Магси Богз      |      | Университет Уэйк-Форест                         | Разыгрывающий защитник                      | 160 см |            |
| 1987/88 | Джерри Джонсон  |      | Колледж Южной Флориды                           | Атакующий защитник / Разыгрывающий защитник | 180 см |            |
| 1988/89 | Тим Хардуэй     |      | Техасский университет в Эль-Пасо                | Разыгрывающий защитник                      | 183 см |            |
| 1989/90 | Бу Харви        |      | Университет Сент-Джонс (2)                      | Атакующий защитник / Разыгрывающий защитник | 183 см |            |
| 1990/91 | Кит Дженнингс   |      | Государственный университет Восточного Теннесси | Разыгрывающий защитник                      | 170 см |            |
| 1991/92 | Тони Беннетт    |      | Висконсинский университет в Грин-Бэй            | Атакующий защитник / Разыгрывающий защитник | 183 см |            |
| 1992/93 | Сэм Кроуфорд    |      | Университет штата Нью-Мексико                   | Разыгрывающий защитник                      | 173 см |            |
| 1993/94 | Грег Браун      |      | Университет Нью-Мексико                         | Разыгрывающий защитник                      | 170 см |            |
| 1994/95 | Тайс Эдни       |      | Калифорнийский университет в Лос-Анджелесе      | Разыгрывающий защитник                      | 178 см |            |
| 1995/96 | Эдди Бентон     |      | Вермонтский университет                         | Атакующий защитник / Разыгрывающий защитник | 178 см |            |
| 1996/97 | Бревин Найт     |      | Стэнфордский университет                        | Разыгрывающий защитник                      | 178 см |            |
| 1997/98 | Эрл Бойкинс     |      | Университет Восточного Мичигана                 | Разыгрывающий защитник                      | 165 см |            |
| 1998/99 | Шонта Роджерс   |      | Университет Джорджа Вашингтона                  | Разыгрывающий защитник                      | 163 см |            |
| 1999/00 | Скуни Пенн      |      | Университет штата Огайо                         | Разыгрывающий защитник                      | 180 см |            |
| 2000/01 | Рашад Филлинс   |      | Детройтский университет милосердия              | Разыгрывающий защитник                      | 178 см |            |
| 2001/02 | Стив Логан      |      | Университет Цинциннати                          | Разыгрывающий защитник                      | 178 см |            |
| 2002/03 | Джейсон Гарднер |      | Аризонский университет                          | Разыгрывающий защитник                      | 178 см | [ 1 ]      |
| 2003/04 | Джамир Нельсон* |      | Университет Сент-Джозефс                        | Разыгрывающий защитник                      | 183 см | [ 2 ]      |
| 2004/05 | Нейт Робинсон   |      | Вашингтонский университет                       | Разыгрывающий защитник                      | 175 см | [ 3 ]      |
| 2005/06 | Ди Браун        |      | Иллинойсский университет в Урбане-Шампейне      | Разыгрывающий защитник                      | 183 см | [ 4 ]      |
| 2006/07 | Три Келли       |      | Университет Южной Каролины                      | Разыгрывающий защитник / Атакующий защитник | 183 см | [ 5 ]      |
| 2007/08 | Майк Грин       |      | Университет Батлера                             | Разыгрывающий защитник / Атакующий защитник | 183 см | [ 6 ]      |
| 2008/09 | Даррен Коллисон |      | Калифорнийский университет в Лос-Анджелесе (2)  | Атакующий защитник / Разыгрывающий защитник | 183 см | [ 7 ]      |
| 2009/10 | Шеррон Коллинз  |      | Канзасский университет                          | Разыгрывающий защитник                      | 180 см | [ 8 ]      |
| 2010/11 | Джейкоб Паллен  |      | Университет штата Канзас                        | Разыгрывающий защитник                      | 183 см | [ 9 ]      |
| 2011/12 | Реджи Хэмилтон  |      | Оклендский университет (Мичиган)                | Разыгрывающий защитник                      | 180 см | [ 10 ]     |
| 2012/13 | Пейтон Сива     |      | Луисвиллский университет                        | Разыгрывающий защитник                      | 183 см | [ 11 ]     |
| 2013/14 | Расс Смит       |      | Луисвиллский университет (2)                    | Разыгрывающий защитник / Атакующий защитник | 183 см | [ 12 ]     |

## Победители среди женщин
| *               | Становились лауреатами Приза Джеймса Нейсмита (1983—) или Приза Маргарет Уэйд (1978—) |
| Университет (X) | Количество титулов, которые выиграли представительницы того или иного университета    |

| Сезон   | Игрок               | Фото | Университет                            | Позиция                | Рост   | Примечания |
| ------- | ------------------- | ---- | -------------------------------------- | ---------------------- | ------ | ---------- |
| 1983/84 | Ким Малки           |      | Технологический университет Луизианы   | Разыгрывающий защитник | 163 см |            |
| 1984/85 | Мария Стэк          |      | Университет Гонзаги                    | Защитник               | —      |            |
| 1985/86 | Кэми Этридж*        |      | Техасский университет в Остине         | Защитник               | 165 см |            |
| 1986/87 | Ронда Уиндем        |      | Университет Южной Калифорнии           | Защитник               | —      |            |
| 1987/88 | Сьюзи Макконнелл    |      | Университет штата Пенсильвания         | Защитник               | 165 см |            |
| 1988/89 | Паулетта Бэкстрём   |      | Университет штата Огайо в Боулинг-Грин | Защитник               | —      |            |
| 1989/90 | Джули Дабровски     |      | Нью-Гэмпширский колледж                | Защитник               | —      |            |
| 1990/91 | Шаня Эванс          |      | Колледж Провиденса                     | Защитник               | —      |            |
| 1991/92 | Розмари Косиорек    |      | Университет Западной Виргинии          | Защитник               | 165 см |            |
| 1992/93 | Дена Эванс          |      | Виргинский университет                 | Защитник               | 163 см |            |
| 1993/94 | Николь Левек        |      | Университет Уэйк-Форест                | Защитник               | —      |            |
| 1994/95 | Эми Додрилл         |      | Университет Джонса Хопкинса            | Защитник               | —      |            |
| 1995/96 | Дженнифер Риззотти* |      | Коннектикутский университет            | Разыгрывающий защитник | 168 см |            |
| 1996/97 | Дженнифер Ховард    |      | Университет штата Северная Каролина    | Защитник               | —      |            |
| 1997/98 | Энджи Арнольд       |      | Университет Джонса Хопкинса (2)        | Защитник               | —      |            |
| 1998/99 | Бекки Хэммон        |      | Университет штата Колорадо             | Разыгрывающий защитник | 168 см |            |
| 1999/00 | Хелен Дарлинг       |      | Университет штата Пенсильвания (2)     | Защитник               | 168 см | [ 13 ]     |
| 2000/01 | Нил Айви            |      | Университет Нотр-Дам                   | Защитник               | 170 см | [ 14 ]     |
| 2001/02 | Шейла Ламберт       |      | Бэйлорский университет                 | Защитник               | 170 см | [ 15 ]     |
| 2002/03 | Кара Лоусон         |      | Университет Теннесси                   | Атакующий защитник     | 173 см | [ 16 ]     |
| 2003/04 | Эрика Валек         |      | Университет Пердью                     | Разыгрывающий защитник | 168 см | [ 17 ]     |
| 2004/05 | Тан Уайт            |      | Университет штата Миссисипи            | Защитник / Форвард     | 170 см | [ 18 ]     |
| 2005/06 | Меган Даффи         |      | Университет Нотр-Дам (2)               | Разыгрывающий защитник | 170 см | [ 19 ]     |
| 2006/07 | Линдсей Хардинг*    |      | Университет Дьюка                      | Защитник               | 173 см | [ 20 ]     |
| 2007/08 | Джолин Андерсон     |      | Висконсинский университет в Мадисоне   | Защитник               | 173 см | [ 21 ]     |
| 2008/09 | Рене Монтгомери     |      | Коннектикутский университет (2)        | Защитник               | 170 см | [ 22 ]     |
| 2009/10 | Алексис Грей-Лоусон |      | Калифорнийский университет в Беркли    | Защитник               | 173 см | [ 23 ]     |
| 2010/11 | Кортни Вандерслут   |      | Университет Гонзаги (2)                | Разыгрывающий защитник | 173 см | [ 24 ]     |
| 2011/12 | Тэвелин Джеймс      |      | Университет Восточного Мичигана        | Защитник               | 170 см | [ 25 ]     |
| 2012/13 | Алекс Бентли        |      | Университет штата Пенсильвания (3)     | Защитник               | 173 см | [ 26 ]     |
| 2013/14 | Одисси Симс*        |      | Бэйлорский университет (2)             | Разыгрывающий защитник | 175 см | [ 27 ]     |